# Силвија Федеричи
Силвија Федеричи (итал. Silvia Federici) је италијанско—америчка феминистичка активисткиња и професорка. Родила се у Италији а тренутно живи у САД. Ради као професорка социологије на Хофстра Универзитету. Такође је неколико година живела и радила у Нигерији.

## Биографија
Федеричијева је одрастала у Италији, а у САД је дошла 1967. године како би дала докторат из филозофије на Универзитету у Бафалу. Предавала је на Универзитету Порт Харкорт у Нигерији, а била је ванредна професорка и касније професорка политичке филозофије и међународних студија на Универзитету Хофстра.
Била је суоснивачица Међународног феминистичког колектива и организатор кампање Платe за кућне послове. Године 1973. помогла је основати групе за плате за домаћице у САД. Две године касније, 1975. године објавила је књигу „Платама против кућних послова“.
Такође је суоснивачица Одбора за академску слободу у Африци.

## Дела и филозофија
Њено најпознатије дело, Калибан и вештица: Жене, тело и првобитна акумулација, проширује се на рад Леополдине Фортунати истражујући разлоге лова на вештице раног модерног периода, али даје феминистичку интерпретацију. Она износи тврдњу Маркса да је првобитна акумулација неопходни прекурс капитализма. Уместо тога, она сматра да је првобитна акумулација основна карактеристика самог капитализма - да капитализам, да би се увећао, захтева сталну инфузију експроприсаног капитала. Федеричијева повезује ову експропријацију са неплаћеним радом жена, повезаним с репродукцијом и на неки други начин, што она поставља као историјски предуслов успона капиталистичке економије предодређене за плату. С тим у вези, она износи историјску борбу за заједницу и борбу за комунизам. Уместо да капитализам доживљава као ослободилачки пораз феудализма, Федеричијева успон капитализма тумачи као реакционарни потез да се поткопа растућа плима комунизма и задржи основни друштвени уговор.